# Great Wall Wingle 7
Great Wall Wingle 7 — пикап Great Wall Motors, выпускавшийся в 2018—2023 годах. Являлся флагманской моделью до 2019 года, когда была смещёна Great Wall Pao.
На рынке России официально продавался с ноября 2020 года по апрель 2023 года, продано более 2 тыс. штук.

## Описание
Доступен в восьми вариантах: с одноместной и двухместной кабиной, обычным или удлинённым грузовым отсеком, с двигателями:
- 2.0-литровый турбодизель 4D20D мощностью 143 л. с.; крутящий момент 315 Нм, с 6-ступенчатой МКПП марки Zomax
- 2.4-литровый бензиновый (лицензионный Mitsubishi) мощностью 150 л. с., с 5-ступенчатой МКПП марки Aisin

Привод — полный, с жёстким подключением передней оси, понижающей передачей и блокировкой заднего дифференциала.
Размер грузовой платформы: 1680 х 1460 × 480 мм, грузоподъемность — 975 кг.
На домашнем рынке стоимость составляет от 95.800 до 117.800 юаней.
На внутреннем рынке Китая модель продаётся с ноября 2018 года.

## В России
В России с ноября 2020 года, только в одной комплектации: удлинённый пикап (5395 мм) с двухрядной кабиной в исполнении Comfort, дизельный, на «механике». 
Машины поставлялись напрямую из Китая, дистрибуцией занималась дочерняя Great Wall компания «Хавейл Мотор Рус», производящая модели Haval на автозаводе в Туле, но на нём модель не производилась, при этом продажи шли через дилерские центр Haval в России, где также осуществляется техническое обслуживание.
Официально модель была зарегистрирована по категории N1G, то есть как бортовой грузовик повышенной проходимости.
Стоимость на ноябрь 2020 года 1 749 000 рублей, на 2021 год цена составила 1 949 000 рублей, на сентябрь 2022 года 2 799 000 рублей
Статистика продаж: 113 единиц в 2020 году, 964 единиц в 2021 году, по итогам 2022 года продано 562 единиц, до окончания продаж за первый квартал 2023-го – 377 единиц.
В апреле 2023 года продажи модели в России были прекращены, в линейке компании модель заменена поступившим в продажу в этом же месяце пикапом Great Wall Poer King Kong.
| Год  | штук |
| ---- | ---- |
| 2020 | 113  |
| 2021 | 964  |
| 2022 | 562  |
| 2023 | 377  |